# Паоло Бареллі
Паоло Бареллі (італ. Paolo Barelli, 7 червня 1954) — італійський плавець.
Учасник Олімпійських Ігор 1972, 1976 років.
Призер Чемпіонату світу з водних видів спорту 1975 року.